# Zaleptulus banksi
Zaleptulus banksi is een hooiwagen uit de familie Sclerosomatidae.